# 安赫尔·迪马利亚
安祖·法比安·迪馬利亞（西班牙語：Ángel Fabián Di María，1988年2月14日—），暱稱天使，是一名出生於阿根廷罗萨里奥的足球員，司職翼鋒，現效力於阿根廷足球甲级联赛俱樂部罗萨里奥中央、前阿根廷國家足球隊成員，是世界足壇最佳阿根廷巨星之一，也是世界足壇最強邊鋒之一。2022年12月18日，在卡塔爾世界盃決賽中搏得十二碼，另外射入一球，協助阿根廷奪得世界盃冠軍。

## 球會生涯

### 早年
迪馬利亞於罗萨里奥出生，自幼家貧。迪馬利亞開始他的職業足球生涯是在2005年，他首次亮相於阿根廷足球甲级聯赛球隊罗萨里奥中央。 2007年1月，他有機會到俄羅斯超級足球聯賽，喀山魯賓給了他一份合約。起初，他表示同意，但不久他改變了主意，拒絕了。後來他代表阿根廷U20參加2007年世界青年足球錦標賽，期間表現出色，協助阿根廷隊赢得冠軍。迪馬利亞出色的表現吸引了多間歐洲球會注意，最終他選擇了葡萄牙足球超級聯賽球隊本菲卡。

### 本菲卡
加盟本菲卡後，迪馬利亞迅速適應球隊，很快便坐穩正選位置。2009年10月，跟本菲卡簽署新合約至2015年6月30日，違約金為4000萬歐元。2010年2月27日在對上歷索斯體育俱樂部的比賽上演第一個帽子戲法（終場比分4:0），翌日葡萄牙各大體育報皆以"Magic Tri María"為頭條報導。

### 皇家馬德里
2010年7月7日，正值南非世界杯半決赛结束後，西甲豪門皇家馬德里俱樂部官方宣佈了这位阿根廷邊鋒加盟球隊簽下6年合約。據西班牙媒體透露，皇馬支付給本菲卡2500萬歐元的轉會費，而迪馬裏亞的年薪為200萬歐元。2010年8月4日，迪馬利亞首次以皇家馬德里球員身分上陣，在客場對亞美利加足球俱樂部的友誼賽亮相（終場比分2-3）。2010年8月22日，在伯納烏盃上皇家馬德里主場對戰彭拿路體育會贏得了他的第一個進球（終場比分0:2）。
2010年8月29日以首發11人之姿客場出戰馬拉加（終場比分0:0）。2010年9月18日客場對戰皇家社會取得他的西甲聯賽第一顆進球（終場比分1:2）。2010年9月29日於歐冠小組賽第二場客場對戰歐塞爾時攻入歐冠第一球（終場比分0:1）。
2014年西班牙国王杯决赛，迪马利亚为球队首开纪录攻破巴塞隆那球门，协助球队以2比1胜出赢得冠军。
2014年歐洲冠軍聯賽決賽，迪馬利亞全場有多次精彩的個人突破和創造力，協助球隊以4-1大勝同城對手馬體會奪冠，賽後當選全場最佳球員。
天使在皇馬表現出色，但是後來皇馬主席佛羅倫蒂諾單方面堅持甩賣迪馬利亞，接任主教練的安切洛蒂當初力保迪馬利亞但失敗，佛羅倫蒂諾的愚蠢舉動讓全世界皇馬球迷大為光火。
據稱是佛羅倫蒂諾嫌迪瑪利亞其貌不揚不具商業價值所以堅持丟棄，與去年厄齊爾被甩賣理由相同。兩人離隊後皆在媒體前大表對主席的不滿。
因為害怕迪馬利亞受傷令轉會價值下跌，皇馬甚至在阿根廷闖入2014年世界盃決賽後發信阻止阿根廷派遣迪馬利亞上場。迪馬利亞一怒之下將信件撕碎。

### 曼聯
2014年8月26日，曼聯正式宣佈簽下迪馬利亞，身穿7號球衣，轉會費為5,970萬鎊，打破英超及曼聯的轉會費紀錄。前皇家馬德里隊友克里斯蒂亞諾·羅納度也曾身穿7號。
8月30日首次代表曼联首发出场对垒伯恩利。之后于9月14日第一次亮相曼联主场老特拉福德球场对垒女王公园巡游者一役以一脚自由球为球队首开纪录，之后再助攻队员马塔破门，协助曼联以4比0胜出，其出色亮眼的表现引来大家的好评。
紧接着9月21日对垒莱切斯特的比赛，他也同样表现出色，打进一脚漂亮的挑射和同时贡献助攻让曼联很快以3球领先，无奈最后却以3比5被对手反盘落败。迪马利亚凭着出色的表现赢得了曼联队内9月最佳球员。迪马利亚持续着良好的状态在10月5日对垒埃弗顿的比赛再次破门得分并助攻队友法尔考破门，协助曼联以2比1胜出。
11月29日与赫尔城一役，开场仅13分钟迪马利亚便因伤而被换下场并再接下来7场比赛中仅替补出场1次。
2015年1月四日伤愈复出并打入一球协助曼联以2比0击败足总杯第三圈对手约维尔足球俱乐部。此后曼联主帅范加尔开始尝试让迪马利亚踢不同的位置包括前腰和前锋，但是表现并不理想，状态也开始跌落。
足总杯第六圈主场迎战阿森纳时被裁判判罚假摔出示黄卡，因不满裁判的决定情急之下拉扯裁判的衣服而再被出示一张黄卡而离场。结束禁赛之后的比赛迪马利亚便一直担任替补。虽然加盟曼联的第一个赛季表现和身价并不符合，却仍以10个助攻在联赛助攻榜中排名第三。

### 巴黎聖日耳曼
2015年8月5日，迪馬利亞個人宣佈通過巴黎聖日耳曼體測，8月6日，巴黎聖日耳曼官方宣佈簽入迪馬利亞，身穿11號球衣，轉會費大約為4,450萬鎊，簽約四年。往往不少英超失意的球員都能在法甲重拾狀態（如巴洛特利、孟菲斯·德佩），所以加盟巴黎圣日曼后的迪马利亞频频用其出色的盘带和突破能力再为队友送上助攻。
2017-2018球季，鑑於尼馬以及麥巴比的天價加盟並迅速融入球隊，迪馬利亞的出場機會大減。

### 尤文圖斯
2022年7月8日，迪馬利亞自由轉會至尤文圖斯，身披22號球衣。

### 重返本菲卡
2023年7月6日，本菲卡官方宣布，迪马利亚时隔13年重回球队，双方签约至2024年。其後，獲續約至2025年。

## 國家隊
2007年，迪馬利亞入選了阿根廷U20參加在巴拉圭舉行的2007年南美青年足球錦標賽。隨後，他獲選參加在加拿大舉行的2007年世界青年足球錦標賽，在整項賽事中取得3個入球。
2008年1月28日，迪馬利亞入選了奧運隊，代表阿根廷隊出戰2008年夏季奧林匹克運動會男子足球比賽。他在半準決賽的加時賽第105分鐘攻入致勝的一球，協助阿根廷隊以2-1戰勝荷蘭。
2008年8月23日，在對陣尼日利亞的決賽中，迪馬利亞在第57分鐘接梅西助攻攻入一球，結果阿根廷以1-0擊敗了尼日利亞，成功衛冕奧運會冠軍。
迪馬利亞也入選阿根廷大國腳，出戰2010年世界盃外圍賽。2010年5月24日，與加拿大的友誼賽踢進作為國家隊一員的第一顆球。
2010年，迪馬利亞入選2010年世界盃阿根廷國家隊23人名單之中，背號7號。
2011年入選2011年美洲盃阿根廷國家隊名單。
2014年，迪馬利亞入選2014年世界盃阿根廷國家隊23人名單之中，背號7號。1/4决赛对比利时後受傷，本人希望帶傷上陣決賽，但皇家馬德里卻發信要求阿根廷不派迪馬利亞出戰決賽。
2015年入選2015年美洲盃阿根廷國家隊23人名單。
2016年百年美洲杯代表阿根廷先發，在小组赛賽程中受傷退場，在決賽對陣智利時火線復出但狀態不佳。
2018年，迪馬利亞入選2018年世界盃阿根廷國家隊23人名單之中，背號11號。在對戰法國時在一次進攻中，於禁區外32碼處獲隊友傳球，迪馬利亞立即起腳射門打入一脚世界波，為該屆賽事最遠的長射。
2021年6月，迪馬利亞入選了阿根廷參加2021年美洲國家盃的大名單。 7月10日，他在決戰中以1-0戰勝巴西的比賽中打進了致勝球，最終帮助阿根廷隊獲得美洲盃冠軍。
2022年5月，在帮助阿根廷以不败战绩结束南美世预赛后，迪马利亚接受采访，表示自己将在世界杯后退出国家队。
2022年11月，迪馬利亞入選2022年世界盃阿根廷國家隊26人名單。
2022年12月，阿根廷獲得了世界杯。在决赛上半场，制造一球点球并取得一球进球，阿根廷队最终点球大战夺冠，迪马利亚也成为史上首位在奥运会决赛、洲际杯赛决赛（美洲杯、欧美杯）和世界杯决赛中都取得进球的球员。赛后，迪马利亚撤回从国家队退役的决定，表示希望以世界杯冠军身份再踢几场比赛。
2023年2月，三星阿根廷公布了他们的首期大名单，梅西与迪马利亚在列，两人已连续14年一同入选国家队。3月23日，在对阵巴拿马的热身赛中，迪马利亚再次首发登场。3月29日，在对阵库拉索的热身赛中，迪马利亚为阿根廷制造一粒点球，已上演帽子戏法的梅西将点球主罚权交给迪马利亚，后者主罚命中。阿根廷最终以7-0的比分屠杀库拉索，为世界杯夺冠系列庆祝活动掀起又一个高潮。
2023年5月27日，阿根廷国家队公布亚洲巡回赛对阵澳大利亚（在中国进行）和印度尼西亚的大名单，迪马利亚在列。
2024年美洲杯後，迪瑪利亞退出阿根廷國家隊。

## 球風特点
速度與盘带技术一流，善于带球突破和发动快速又有效的防守反击进攻，助攻能力十分出色，体力充沛也是一大优点，能够攻防两端不断来回奔跑。在阿根廷國家隊迪馬利亞是重要的進攻發動核心，迪馬利亞缺陣的阿根廷攻勢非常虛弱，完全是不同級別的兩支球隊。
迪馬利亞的左脚技术非常熟练，使得他几乎很少使用右脚，更时常上演剪刀腳绝活。他能用剪刀腳助攻也曾试过剪刀腳破门。这也成为了他在球场上的招牌动作。進球後的愛心手勢是送給家人的，也是給球迷的。

## 榮譽

### 俱樂部
本菲卡
- 葡萄牙足球超級聯賽冠軍：2009–10
- 葡萄牙聯賽盃冠軍：2009、2010、2025
- 葡萄牙超級盃冠軍：2023[15]

 皇家馬德里
- 西班牙足球甲级联赛冠軍：2011–12
- 西班牙國王盃冠軍：2010–11、2013–14
- 西班牙超級盃 冠軍：2012
- 欧洲冠军联赛冠軍：2013–14
- 歐洲超級盃 冠軍：2014

巴黎聖日耳門
- 法甲冠軍：2015–16、2017–18、2018–19、2019–20、2021–22
- 法國盃 冠軍 : 2015–16、2016–17、2017–18、2019–20、2020–21
- 法國聯賽盃 冠軍 : 2015–16、2016–17、2017–18、2019–20
- 法國超級盃 冠軍 : 2016、2017、2018、2019、2020

阿根廷國家隊
- 國際足協世界青年足球錦標賽冠軍：2007年
- 夏季奧林匹克運動會男子足球比賽金牌：2008年
- 美洲國家盃冠軍：2021年[12]、2024年
- 歐美超級杯冠軍：2022年
- 國際足協世界盃冠軍：2022年

## 外部連結
- Soccerway資料庫：安赫尔·迪马利亚
- 曼聯官方 迪馬利亞檔案
- 安赫尔·迪马里亚 （页面存档备份，存于） - Topforward